# Маркізат де Ірія Флавія
Маркізат де Ірія Флавія (ісп. Marquesado de Iria Flavia) — маркізат та шляхетський титул, що його супроводжує, створений королем Іспанії Хуаном Карлосом I 17 травня 1996 року задля відзначення видатного іспанського письменника та лауреата Нобелівської премії Каміло Хосе Сели. Свою назву отримав від парафії Ірія Флавія у складі муніципалітету Падрон ґалісійської провінції Ла-Корунья. 
Титул успадковується відповідно до загальних правил, переходячи від батька до старшого сина.

## Маркізи
|                             | Носій титулу              | Термін    |
| Створений Хуаном Карлосом I |                           |           |
| 1                           | Каміло Хосе Села-і-Трулок | 1996-2002 |
| 2                           | Каміло Хосе Села Конде    | з 2002    |